# Paragia sobrina
Paragia sobrina är en stekelart som beskrevs av Smith 1869. Paragia sobrina ingår i släktet Paragia och familjen Masaridae. Inga underarter finns listade i Catalogue of Life.